# Jevgenij Aleksejev
Jevgenij Ivanovitj Aleksejev (ryska: Евгений Иванович Алексеев), född 13 maj 1843 i Sankt Petersburg, död 27 maj 1917 i Jalta, var en rysk amiral och ämbetsman.
Aleksejev inträdde vid unga år i ryska marinens tjänst och deltog i flera långväga expeditioner, var 1883-92 marinattaché vid ryska legationen i Paris och kommenderade under första sino-japanska kriget 1894-95 den då nybildade stillahavseskadern samt ledde ockupationen av Port Arthur. Han utnämndes sedan till adjutant åt chefen för Maringeneralstaben och tog som befälhavare för den ryska stillahavsflottan verksam del i de förbundna stormakternas väpnade intervention i det kinesiska boxarupproret 1900-01. 
År 1898 fick han sig anförtrodd Kwantungområdets förvaltning samt utnämndes 1903 till ståthållare över generalguvernementet Amur och Kwantungområdet. På denna nya post utrustades han med mycket omfattande administrativa, militära och diplomatiska befogenheter, så att hans ställning närmade sig en vicekungs över hela ryska Östasien med tillhörande intressesfär i Manchuriet. På grund av den oduglighet, som han visade under rysk-japanska kriget, tvingades han i november 1904 att nedlägga överbefälet och 1905 ståthållarämbetet, men blev sistnämnda år ledamot av statsrådet. År 1909 dömdes han för tagande av mutor till tjänstens förlust och 10 000 rubel i böter.